# Wiktor Iwanowitsch Awilow

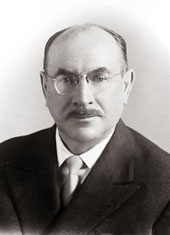
Wiktor Iwanowitsch Awilow

Wiktor Iwanowitsch Awilow (russisch Виктор Иванович Авилов; * 18. Apriljul. / 1. Mai 1900greg. in Rajon Atkarsk, Gouvernement Saratow, Russisches Kaiserreich; † 24. April 1997) war ein sowjetischer Diplomat, der unter anderem von 1953 bis 1958 Botschafter in Belgien sowie zwischen 1960 und 1965 Botschafter der Sowjetunion in Österreich war.

## Leben
Wiktor Iwanowitsch Awilow absolvierte ein Studium an der Staatlichen Universität Saratow, das er 1928 abschloss. Er trat der damaligen Kommunistischen Allunions-Partei (Bolschewiki) (WKP (B)) und schloss 1944 die Höheren Diplomatischen Schule des Volkskommissariats für Auswärtige Angelegenheiten ab. 1945 trat er in den diplomatischen Dienst im Volkskommissariat für Auswärtige Angelegenheiten der UdSSR ein und war zwischen 1949 und 1952 als Botschaftsrat an der Botschaft in Frankreich tätig. Am 24. Januar 1953 übernahm er von Alexei Pawlowitsch Pawlow den Posten als Außerordentlicher und bevollmächtigter Botschafter in Belgien und überreichte dort am 13. März 1953 sein Beglaubigungsschreiben. Er verblieb in diesem Amt bis zum 9. Oktober 1958, woraufhin Sergei Andrejewitsch Afanassjew ihn ablöste. Er war zwischen dem 24. Januar 1953 und seiner Ablösung durch Iwan Alexandrowitsch Melnik am 16. Mai 1956 zugleich als außerordentlicher und bevollmächtigter Gesandter in Luxemburg akkreditiert. Dort überreichte er am 24. März 1953 sein Beglaubigungsschreiben.
Nachdem Awilow von 1958 bis 1960 stellvertretender Leiter der Presseabteilung des Außenministeriums der UdSSR war, wurde er am 16. Juni 1960 als Nachfolger von Sergej Georgijewitsch Lapin zum außerordentlichen und bevollmächtigten Botschafter der Sowjetunion in Österreich und überreichte am 21. Juni 1960 seine Akkreditierung. Er bekleidete diesen Botschafterposten bis zum 30. Juni 1965 und wurde danach von Boris Fjodorowitsch Podzerob abgelöst. Er unterrichtete zwischen 1970 und 1975 noch als Dozent an der Diplomatischen Akademie des Außenministeriums der UdSSR.

## Weblink
- Авилов Виктор Иванович (Awilow, Wiktor Iwanowitsch). In: biografija.ru. Abgerufen am 22. April 2022 (russisch).